# Човјек који је волио спроводе
„Човјек који је волио спроводе“ је југословенски филм из 1989. године. Режирао га је Зоран Тадић, а сценарио су писали Дубравко Јелачић-Бужимски и Павао Павличић.

## Радња
Старог планинара неко гурне са зидина у провалију. Тај догађај изазива говоркања на спроводу, ком присуствује и библиотекар Филип Станић. Он живи једноличним животом осамљеног дошљака у провинцијском градићу. Уверен у неизбежност судбине, креће се у кругу библиотеке, перионице и гостионице где једе, сусрећући увек исте људе. Но, сви су ти односи тек површни, незаинтересована познанства, било да је реч о удварању позајмљивачице књига Зденке, петизирању комшинице Јелице или наклапањима чистачице Марије, старе праље и гостионичара Драгеца. Једина страст у Филиповом досадном животу су редовни одласци на спроводе. Након повратка с последњег испраћаја настрадалог планинара Јуре, док је с прозора своје подстанарске собе посматрао вечерњи трг, Филипову пажњу привлачи љубавни пар у паркираном аутомобилу. Већ следећег јутра сазнаје да је жена из аутомобила очекивана нова директорка библиотеке Елза Зупан. Њена појава у њему буди давно угасле осећаје. Филип првобитно дискретно покушава придобити Елзину наклоност, а потом и одлучније, не скривајући антипатију према њеном љубавнику Хинку, ожењеном велеградском каријеристи. У међувремену, кад под необичним околностима премине и локални пијанац Габрек, мештани постају сумњичави, повезујући Габрекову смрт са смрћу планинара Јуре.

## Улоге
| Глумац               | Улога                               |
| -------------------- | ----------------------------------- |
| Ивица Видовић        | Филип Станић                        |
| Гордана Гаџић        | Елза Зупан                          |
| Влатко Дулић         | Истражитељ                          |
| Раде Шербеџија       | Хинко                               |
| Фабијан Шоваговић    | Габрек                              |
| Божидарка Фрајт      | Зденка                              |
| Звонимир Торјанац    | Гостионичар Драгец                  |
| Славица Јукић        | Марија                              |
| Марија Алексић       | Праља                               |
| Вања Матујец         | Јелица                              |
| Отокар Левај         | Младожења                           |
| Јадранка Матковић    | Удовица                             |
| Емил Глад            | Велечасни                           |
| Борис Фестини        | Господин са штапом                  |
| Јасна Малец-Утробчић | Госпођа с кишобраном на спроводу    |
| Томислав Липљин      | Планинар Јура                       |
| Томислав Готовац     | Месар                               |
| Фрањо Јурчец         | Карташ у биртији                    |
| Данило Попржен       | Пилар Јоза                          |
| Давор Борчић         | Карташ у биртији                    |
| Стојан Матавуљ       | Лопов 1                             |
| Срећко Јурдана       | Лопов 2                             |
| Барбара Роко         | Девојка у друштву дечка             |
| Дарко Владетић       | Дечко у друштву девојке             |
| Радослав Шпицмилер   | Човек с наочарима                   |
| Тошо Јелић           | Господин који носи крст на спроводу |
| Марио Вук            | Фрањо                               |
| Зденка Анушић        |                                     |

## Награде
- Пула 89'[3][4]

1. Златнa аренa за најбољу мушку епизодну улогу (Фабијан Шоваговић)
2. Специјална златна арена за тон - постхумно - Младену Пребилу